# Al-Ittihad (miasto)
Al-Ittihad (arab. ‏الاتحاد‎, Al-Ittiḥād) – miasto w Palestynie, w muhafazie Ramallah i Al-Bira. Według danych szacunkowych Palestyńskiego Centralnego Biura Statystycznego w 2016 roku miejscowość liczyła 8706 mieszkańców.